# Placorhynchus doei
Placorhynchus doei is een platworm (Platyhelminthes). De worm is tweeslachtig. De soort leeft in het zoute water.
Het geslacht Placorhynchus, waarin de platworm wordt geplaatst, wordt tot de familie Placorhynchidae gerekend. De wetenschappelijke naam van de soort werd voor het eerst geldig gepubliceerd in 1995 door Karling.